# Déli pályaudvar
Déli pályaudvar eller Södra station är den tredje största järnvägsstationen i Budapest, Ungern efter Keleti pályaudvar och Nyugati pályaudvar. Järnvägsstationen ligger i Budapests första distrikt. Vid Déli pályaudvar finns här även en tunnelbanestation för linje M2 i Budapests tunnelbanesystem.

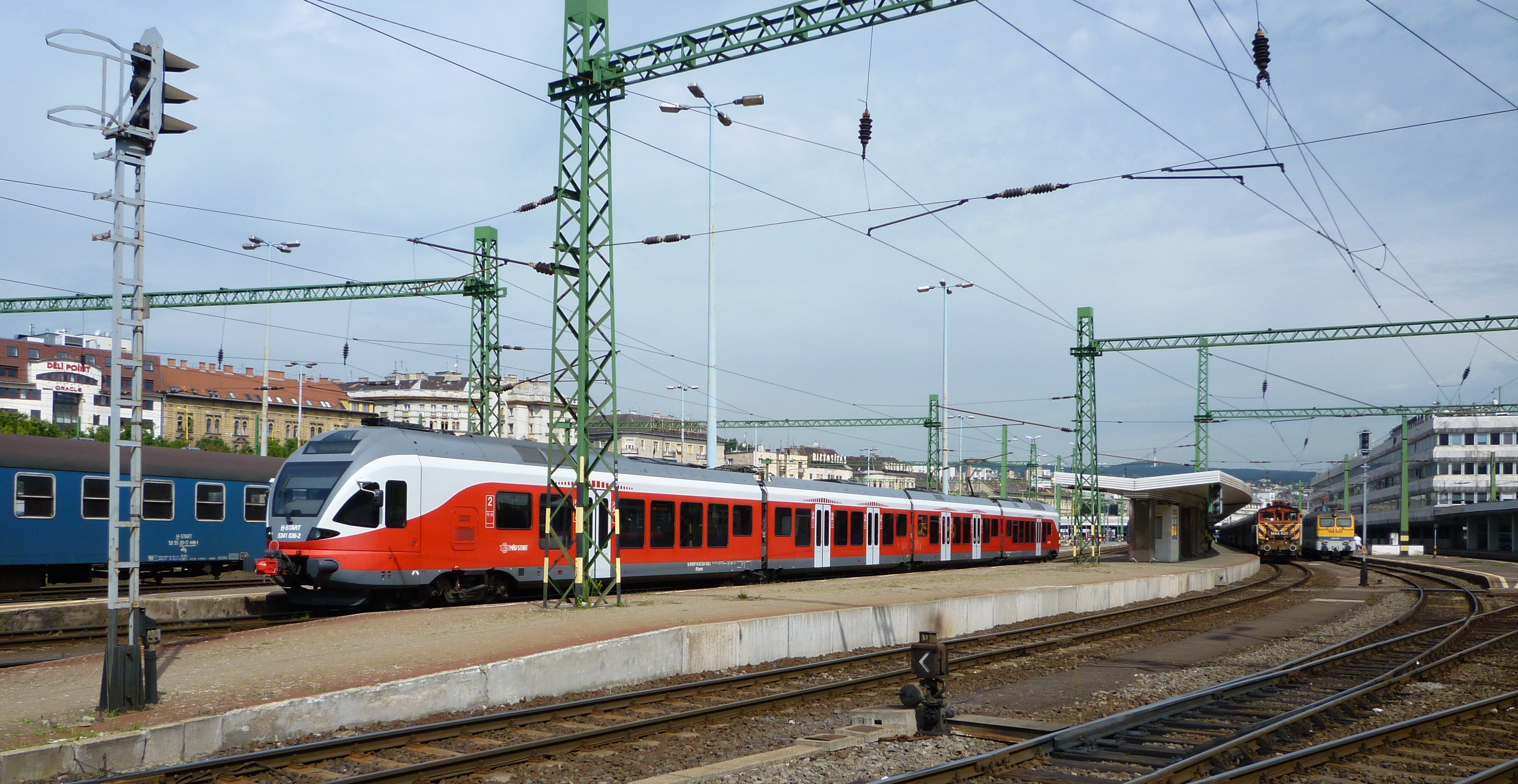
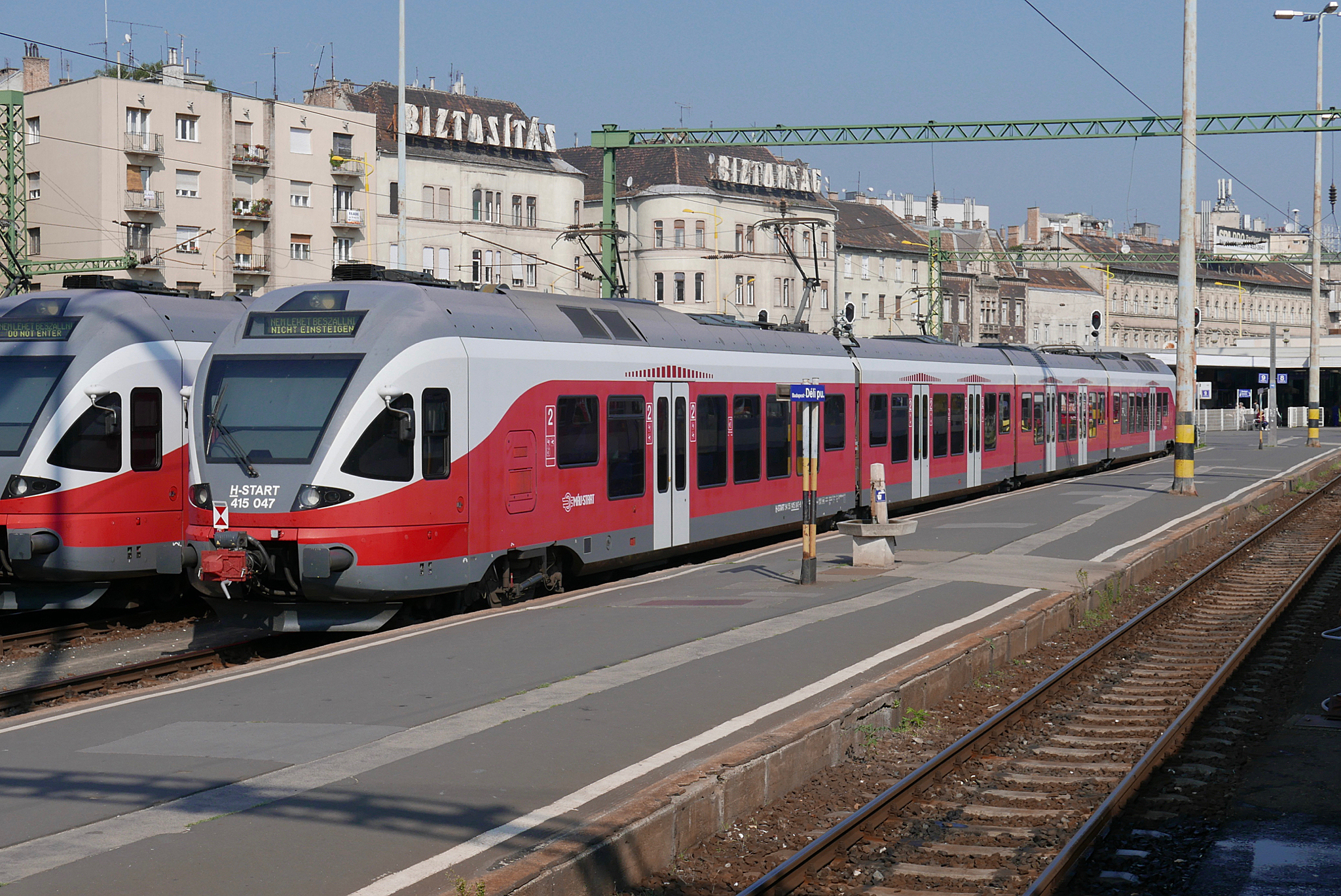
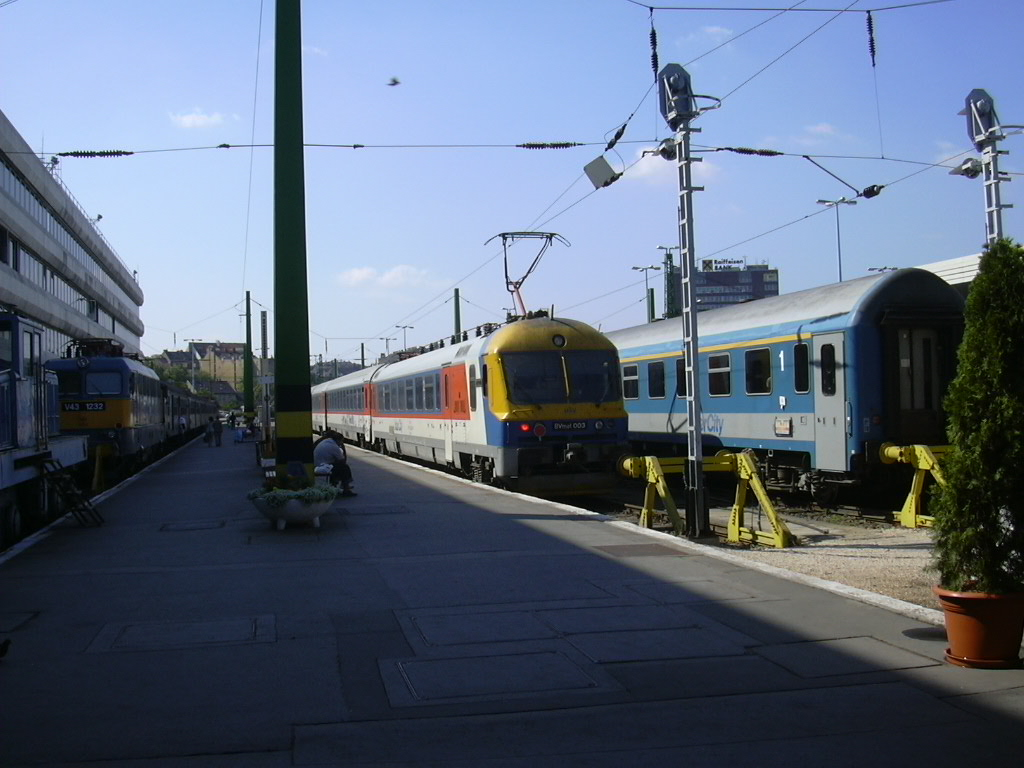